# معركة قرجيطة
وقعت معركة قرجيطة أو معركة كورونّا، وتُعرف في إسبانيا باسم معركة إيلفينيا، في 16 يناير 1809، عندما هاجم فيلق فرنسي تحت قيادة مارشال الإمبراطورية جان دو ديو سول جيشًا بريطانيًا بقيادة الفريق السير جون مور. جرت المعركة في خضم حرب شبه الجزيرة، والتي كانت جزءًا من الحروب النابليونية الأعم. كانت نتيجةً لحملة فرنسية بقيادة نابليون، هزمت الجيوش الإسبانية وتسببت في انسحاب الجيش البريطاني إلى الساحل بعد محاولة فاشلة من قِبل مور لمهاجمة فيلق سول وتشتيت الجيش الفرنسي.
لاحقهم الفرنسيون بقيادة سول، إذ تراجع البريطانيون عبر شمال إسبانيا في حين قاومت الخطوط الخلفية للجيش الهجمات الفرنسية المتكررة. عانى كلا الجيشين بشدة من ظروف الشتاء القاسية. تعرض معظم الجيش البريطاني، باستثناء لواء نخبة المشاة الخفيفة بقيادة روبرت كروفورد، لفقدان النظام والانضباط أثناء الانسحاب. عندما وصل البريطانيون في النهاية إلى ميناء كورونّا على الساحل الشمالي لجليقية (غاليسيا) في إسبانيا، قبل أيام قليلة من الفرنسيين، لم تكن سفن النقل خاصتهم قد وصلت بعد. وصل الأسطول بعد يومين وكان البريطانيون منهمكين بالصعود على متن السفن عندما شنت القوات الفرنسية هجومًا. أجبروا البريطانيين على خوض معركة أخرى قبل أن يتمكنوا من الرحيل إلى إنجلترا.
قاوم البريطانيون الهجمات الفرنسية حتى الليل، فض حينها الجيشان الاشتباك. استأنفت القوات البريطانية صعودها على متن السفن بين عشية وضحاها؛ غادرت آخر الناقلات في الصباح تحت نيران المدافع الفرنسية. استولى الفرنسيون على مدينتي كورونّا وفيرول الساحليتان، وشمال إسبانيا أيضًا. خلال المعركة، أُصيب السير جون مور، القائد البريطاني، بجروح قاتلة، وتوفي، لكن بعد معرفته بنجاح رجاله في صد الهجمات الفرنسية.

## تمهيد

### الانسحاب إلى كورونّا
حالما أثبت مور وجوده، استجاب نابليون بسرعة وحزم. هُزم الإسبان ولم يعودوا يشكلون تهديدًا منظمًا. كان جيشه مُحتشدٌ بشكل عام في حين كان جيش العدو مشتتًا. بإمساكه زمام المبادرة، انتهز نابليون الفرصة لتدمير جيش بريطانيا الميداني الوحيد. عندما أدرك مور أنه عرضة للمحاصرة بشكل جدي، كف عن التقدم وهمّ بانسحابٍ متهور. امتد هذا الكر والفر لأكثر من 250 ميلًا (400 كم)، استُخدم خلالها سلاح الفرسان البريطاني ولواء المشاة الخفيفة لتغطية تحركات جيش مور بعد بدء انسحابه في 25 ديسمبر. شهدت هذه المطاردة انخراط الفرنسيين في اشتباكات صغيرة مع الخطوط الخلفية للجيش البريطاني، هُزم فيها سلاح الفرسان الفرنسي وأُسر الجنرال شارل لفيفر دينويت في بينافينتي قبل الدخول إلى جبال غاليسيا، وشهدت اشتباكًا آخرًا في كاكابيلوس حيث قُتل الجنرال كولبير شابانيه على يد رامٍ بريطاني.
اقتاد هذا الانسحاب البريطانيين، المتبوعين عن كثب بمطارديهم الفرنسيين، إلى الأراضي الجبلية في ظروف مروعة من البرد والثلج واتسم بمسيرات مرهقة وحرمان ومعاناة. انضم إلى مور في أسترقة، الجنرال رومانا الذي قاد فلول قوات بليك الإسبانية واقترح رومانا اتخاذ وضع دفاعي. على أي حال، مع اقتراب نابليون، رفض مور واستمر في تراجعه شمالًا في حين توجه رومانا غربًا نحو البرتغال. في المسيرة الممتدة بين أسترقة وبيتانزوس، فقد الجيش البريطاني 3,000 رجل مع بقاء 500 آخرين في مستشفيات أسترقة وفيلافرانكا.

حاول نابليون اللحاق بالبريطانيين بسرعة وإجبارهم على القتال. سار بالجيش الفرنسي 200 ميل (320 كم) على مدى 10 أيام من خلال مسيرات إجبارية وعلى الرغم من العواصف الثلجية الشتوية وصل إلى أسترقة في 1 يناير مع 80,000 رجل. ناور نابليون لوقف انسحاب مور إلى البرتغال. كان مور قد خطط مسبقًا للهرب إلى الساحل عند الحاجة. في 28 نوفمبر، أمر مور كتيبة كورونّا التابعة له بقيادة بيرد بالانطلاق إلى فيغو على أن يلجأ الجيش البريطاني الرئيسي إلى البرتغال، ولكن بحلول 28 ديسمبر، قرر نقل الجيش بأكمله إلى فيغو. بتركه مدينة أسترقة في 30 ديسمبر، تمكن من البقاء متقدمًا على الفرنسيين الساعين وراءه وتجنب معركة كبرى. أمر مور كروفورد ولواءين اثنين إلى جانب سفن نقل القوات بالتوجه إلى ميناء فيغو. كتب نابليون إلى شقيقه جوزيف في 31 ديسمبر: 
قوات الطليعة التابعة لي موجودة بالقرب من أسترقة؛ يهرب الإنجليز بأقصى سرعتهم ... يمقتهم الجميع؛ أخذوا كل شيء عنوة ثم أساؤوا معاملة السكان وضربوهم. لا يمكن أن يكون هناك مهدئ أفضل لإسبانيا من طرد جيش إنجليزي.
بعد اتضاح أنه لن يتمكن من حمل مور على القتال، ترك نابليون مطاردة البريطانيين إلى فيلق سول مع دعم المارشال نيي وأعاد الجزء الأكبر من الجيش، نحو 45,000 رجل، إلى مدريد. قرر نابليون مغادرة إسبانيا للاهتمام بالأمور الملحة الأخرى؛ كان النمساويون على وشك إعلان الحرب على فرنسا، وسيجتاحون إيطاليا وبافاريا في القريب العاجل.
انهار نظام الانضباط البريطاني عدة مرات؛ في 28 ديسمبر سلبت القوات البريطانية بلدة بينافيتي ونهبتها، وفي 2 يناير في مدينة بيمبيري، ثمل مئات الجنود البريطانيين بشدة بسبب شرب النبيذ، وكان لا بد من التخلي عنهم في أكثر من مرة، ليجري أسرهم وتقطيعهم إلى أشلاء من قِبل الفرسان الفرنسيين الذين يلاحقونهم. وقعت حوادث مماثلة، من بينها حادثةٌ لم يتمكن فيها باغيت، قائد الخطوط الخلفية للجيش البريطاني، من استكمال شنق ثلاثة جنود بريطانيين ليكونوا عبرة لغيرهم بسبب نهبهم بلدة إسبانية، إذ كانت قوات المطاردة الفرنسية قريبة جدًا. قُتل قائد سلاح الفرسان الفرنسي الجنرال كولبير، أثناء عملية المطاردة الوثيقة على الجسر في قرية كاكابيلوس، برصاصة بندقية طويلة المدى أطلقها توماس بلونكيت من فرقة سلاح البنادق الخامسة والتسعين. كانت الخسائر متساوية تقريبًا بين الوحدتين.
اتخذ مور وضعًا دفاعيًا أمام مدينة لوغو الرومانية القديمة في 6 يناير وتجهز لمعركةٍ، لكن قوات سول كانت مرهقة للغاية في البداية. على مدار يومين، ركز سول قواته وحاول إقناع نيي بإرسال فرقة من فيلافرانكا ديل بيرزو، لكن نيي أرسل عددًا قليلًا من الجنود. بحلول اليوم الثامن من الشهر، كان سول جاهزًا للمعركة، لكن مور، الذي تخيل أن نيي كان يحاوطه، هرب بعيدًا في تلك الليلة، وأطلق النار على 500 حصان مصاب ودمر عربات ذخيرة المدفعية ومخازن الطعام. مدركًا أنه لا يستطيع الوصول إلى فيغو وخوفًا من تضعضع جيشه في الطريق، أمر بتوجيه الناقلات إلى خليج بيتانزوس بين كورونّا وفيرول وتوجه إلى كورونّا.
تسببت العواصف المطرية والفوضى بالفقدان الجزئي لنظام الهيكل الرئيسي للجيش البريطاني وتفككه لتخلُّف الآلاف عن الركب. أُسر نحو 500 بريطاني من قِبل الفرسان الفرنسيين الذين كانوا يلاحقونهم، مع أسر مئاتٍ آخرين متخلفين عن الركب من قِبل سلاح فرسان فرانشيسكي في 10 يناير وعدة مئات آخرين في 11 يناير. كانت خسارة القوات بين لوغو وبيتانزوس أكبر من جميع خسائر عمليات الانسحاب السابقة. أخيرًا، في 11 يناير، وصل الجزء الرئيسي من الجيش البريطاني إلى ميناء كورونّا في شمال غرب إسبانيا، حيث كان من المتوقع عثوره على الأسطول لإعادته إلى إنجلترا. وجدوا خليج بيتانزوس فارغًا و26 وسيلة نقل وسفينتين حربيتين فقط في كورونّا. تأخرت بقية السفن البالغ عددها 245 سفينة بسبب الرياح المعاكسة لتصل إلى فيغو في الثامن من يناير ولم تتجه إلى كورونّا حتى اليوم الثالث عشر.
عانى الفرنسيون أيضًا من التعب الشديد والحرمان أثناء سعيهم للتنقل على الأراضي التي عبرها البريطانيون مسبقًا. قاوم الجناح الخلفي للجيش البريطاني الفرنسيين، مما سمح باستمرار انسحاب بقية الجيش البريطاني، لكن سلاح الفرسان الفرنسي ظل يضغط عليهم ومنع عمليات الاستطلاع الفعالة لسلاح الفرسان البريطاني. واجه مشاة سول أيضًا صعوبة في الاستمرار وكانوا موهنين بشدة وتخلف معظمهم عن سلاح الفرسان الذي ضم فرق أرماند ليبرون دو لا أوسي وجان توماس غيلومي لورج وجان بابتيست ماري فرانتشيسي ديلون. وصلت فرق مشاة سول الثلاث بقيادة بيير هوغو فيكتوار ميرل وجوليان أوغستان جوزيف ميرميه وهنري فرانسوا ديلابورد، وسلاح مدفعيته إلى كورونّا تدريجيًا خلال الأيام القليلة التالية.